# ثوم أشيرسون
ثوم أشيرسون أو الثوم الأشرسوني (الاسم العلمي: Allium aschersonianum)، المعروف باسم ثوم أشيرسون، من النباتات معمرة البصلية التي تنتمي إلى عائلة النباتات النرجسية.

## الخصائص الزخرفية
يتميز ثوم أشيرسون بعناقيد زهرية كروية الشكل تتكون من زهور نجمية ذات لون أرجواني وردي تتفتح في أوائل الربيع، مما يجعله خيارًا مفضلًا للحدائق الزخرفية؛ تنمو سيقان الزهور لتصل إلى ارتفاع 60-70 سم.

## الظروف البيئية
يفضل هذا النبات التربة جيدة التصريف والتعرض الكامل للشمس، حيث يزدهر في الظروف التي تحاكي موطنه الأصلي الجاف والمشمس. يتميز بقدرته على تحمل درجات الحرارة الباردة حتى -10 إلى -12 درجة مئوية، كما أنه مقاوم للجفاف البارد.

## الاستخدامات والفوائد
يُستخدم الثوم الأشرسوني في تزيين الحدائق والمناظر الطبيعية بسبب أزهاره الجميلة. كما أنه يستخدم في صناعة الأزهار المقطوفة في إسرائيل. تُشير الدراسات إلى أن هذا النبات يمكن أن يكون مفيدًا في جذب الحشرات الملقحة، مما يساهم في تحسين التنوع البيلوجي في المناطق المزروعة به؛ كما يستخدم ثوم أشيرسون كنكهة في الطهي، مشابهًا لأنواع الثوم والبصل الأخرى.

## العناية والزراعة
يتطلب نبات ثوم أشيرسون ريًا منتظمًا خلال موسم النمو، مع ضرورة ترك التربة لتجف بين فترات الري. ينصح بتسميد النبات مرة واحدة في الشهر باستخدام سماد متوازن لتعزيز النمو الصحي. من الأفضل تقسيم البصيلات كل بضع سنوات للحفاظ على حيويتها وصحتها.

## التوزيع الجغرافي
ينمو الثوم الأشرسوني في المناطق الجنوبية من تركيا، إسرائيل، وشمال شرق ليبيا. يُزرع هذا النبات في هذه المناطق حيث يُعتبر مقاومًا للظروف البيئية القاسية، مما يجعله مناسبًا للمناطق الصحراوية والمناطق شبه الصحراوية في الشرق الأوسط وشمال إفريقيا